# Klášter rekoletů
Klášter rekoletů (francouzsky Couvent des Récollets) je bývalý klášter františkánů-rekoletů v Paříži. Nachází se na rohu ulic Rue du Faubourg Saint-Martin č. 148 a Rue des Récollets č. 8 v 10. obvodu. Od poloviny 19. století sloužil jako vojenská nemocnice. Dnes je zde umístěn Maison de l'architecture (Dům architektury). Kromě kanceláří Komory architektů Île-de-France je zde také Centre international d'accueil et d'échange des Récollets (Mezinárodní centrum setkávání rekoletů) s byty pro vědce a umělce. Od roku 1974 je budova chráněná jako historická památka.

## Historie
V roce 1603 se s povolením francouzského krále Jindřich IV. v Paříži usadili rekoleti (ordo fratrum minorum recollectorum), reformní větev řádu františkánů. Pozemky obdrželi darem od měšťana Jacquese Cottarda a jeho ženy. O něco později vybudovali klášterní kostel Zvěstování Panny Marie, od roku 1619 vznikly klášterní budovy. Členové řádu byli činní jako vojenští duchovní a působili v nedaleké nemocnici Hôpital Saint-Louis. Na začátku 18. století mělo společenství přes 200 mnichů a klášter sloužil jako rezidence titulárního betlémského biskupa. Během Velké francouzské revoluce byl klášter zrušen a byl využíván nejprve jako kasárny, později jako chudobinec. Po přestavbě byla v budovách zřízena tkalcovna na konopná a bavlněná vlákna. V roce 1802 byla v bývalém klášteře zřízena nemocnice pro nevyléčitelně nemocné muže přeložená z Hôpital Laënnec v ulici Rue de Sèvres v 7. obvodu. V této době byla zmenšena kaple a zřízena její novoklasicistní fasáda u vstupu. V roce 1861 byl klášter přeměněn na vojenskou nemocnici. V této době byla budova zvýšena o jedno patro a fasáda byla zbavena své výzdoby. V roce 1968 byla zchátralá budova opuštěna a zůstala nějakou dobu nevyužita.
V roce 1973 byla stržena dvě křídla, část bývalé zahrady byla přeměněna na veřejný park Square Villemin. Následně využívala budovu téměř 20 let architektonická škola École d'architecture de Paris-Villemin. V letech 1986/1987 byla vypsána architektonická soutěž na restaurování bývalého kláštera. S pracemi se ovšem začalo až v roce 1999 poté, co byly budovy předány francouzským státem městu Paříži. Práce byly ukončeny v roce 2003 a v budovách se usídlila Komora architektů Île-de-France.

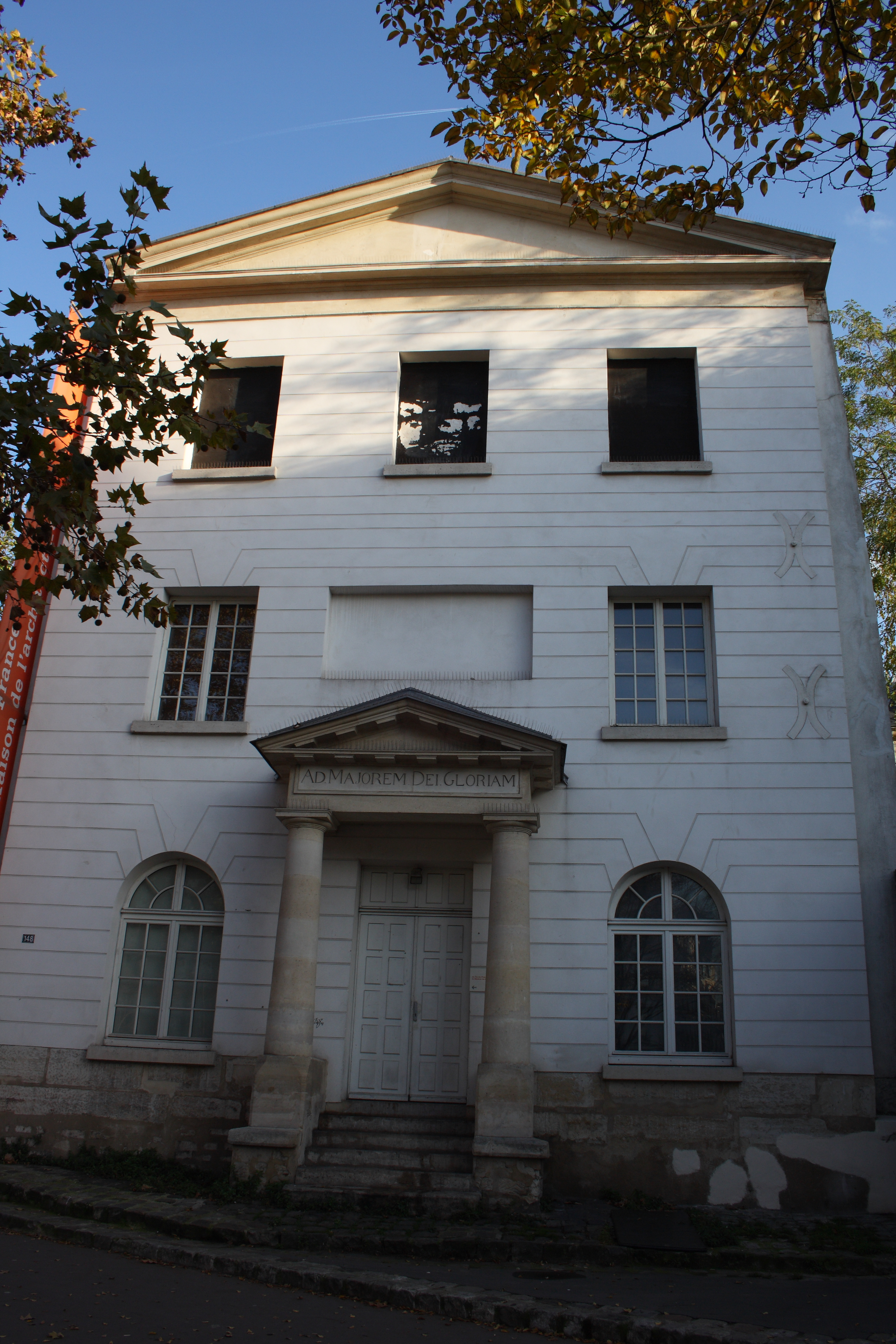
Vstup do kaple

## Architektura
Vstup ke kapli na ulici Rue du Faubourg Saint-Martin má novoklasicistní portál s portikem se dvěma sloupy podpírajícími trojúhelníkový fronton.
Původní vstup do kláštera se nacházel v ulici Rue du Faubourg Saint-Martin a v roce 1849 byl přeložen do ulice Rue des Récollets. Zde se nachází portál s nápisem HOPITAL MILITAIRE VILLEMIN lemovaný kanelurovými sloupy.
Z bývalé křížové chodby se dochovalo 22 arkád. Fasáda dlouhá přes 100 metrů přiléhající k zahradě pochází z 18. století. Je členěná do 26 částí a v přízemí opatřená velkými obloukovými okny. V této části třípodlažní budovy byly ložnice, přijímací pokoj a knihovna. Střední rizalit je zakončen trojúhelníkovým štítem s hodinami. Tři oblouková okna v horním patře jsou zdobena rokokovými kartušemi, prostřední okna v přízemí jsou opatřena sochanými konzolemi a zdobenými klenáky.
V interiéru se dochovalo vstupní schodiště s kovaným zábradlím z 18. století a dřevěné schodiště s vysoustruženými dubovými balustrádami.